# Georges-Pierre-Germain Marchand
Georges-Pierre-Germain Marchand, francoski general, * 1881, † 1968.